# Slaget vid Camlann
Gueith camlann in qua arthur & medraut curruerunt
(Striden i Camlann, i vilken Artur och Mordred omkom)
Slaget vid Camlann var enligt Arturlegenden Kung Arturs sista slag där han också avled. Hans son Mordred stred på motsatt sida och far och son dödar till sist varandra. Var slaget stod, eller om det över huvud taget ägt rum är, liksom hela Arturlegenden, omdebatterat. I De brittiska kungarnas historia av Geoffrey av Monmouth står det att Camlann är en å i Cornwall.
Enligt Annales Cambriae, den krönika från 900-talet som citeras överst i denna artikel, var det år 537 e.Kr (eller 539 enligt en alternativ tolkning av källans kronologi) I Annales Cambriae framgår det egentligen varken att Mordred var son till Artur eller att de inte slogs på samma sida.
Enligt Geoffrey av Monmouth stod slaget år 542.